# Super Diamono
Super Diamono, auch Super Diamono de Dakar und später Omar Pene & Super Diamono sowie Omar Pene & Super Diamono de Dakar, ist eine zehnköpfige Band aus Dakar, Senegal. Sie wurde 1974 von Omar Pene gegründet und abwechselnd von den Sängern Mamadou Lamine Maïga, Moussa Ngom angeführt. Sie begann mit traditioneller westafrikanischer Musik, orientierte sich jedoch schnell zu einem afro-kubanischen und vom Pop geprägten Sound. Ab 1977 nannten sie ihre Musik „Mbalax-Blues“. 1979 trat Ismaël Lô als Gitarrenspieler in die Band ein, um sie jedoch bald darauf für seine Solo-Karriere wieder zu verlassen.

## Diskografie
Als Super Diamono de Dakar
- 1986: Cheikh anta Diop

Als Omar Pene & Super Diamono
- 1994: Fari
- 1997: Nila

Als Omar Pene & Super Diamono de Dakar
- 2001: 25 Ans